# Salvatore Pietro Saba
Salvatore Pietro Saba da Ozieri OFMCap (ursprünglich Pietro Saba; * 3. September 1795 in Ozieri, Sardinien; † 28. Mai 1863) war ein sardischer römisch-katholischer Geistlicher, Generalminister der Kapuziner und Kurienerzbischof.

## Leben
Am 7. September 1811 trat der gerade 16-jährige Pietro Saba dem Kapuzinerorden bei und nahm den Ordensnamen Salvatore an. Am 7. September 1812 legte er im Konvent von Ozieri die Profess ab. Die Priesterweihe empfing Salvatore da Ozieri am 9. August 1818. Danach war er Novizenmeister und später Guardian im Konvent von Ozieri. 1831 ging er nach Rom, um Sekretär des Generalministers der Kapuziner zu werden. Am 1. Mai 1837 trat er in den Dienst der Kurie als Konsultor der Kongregation Propaganda fide. Salvatore da Ozieri wurde am 13. Mai 1853 zum Generalminister seines Ordens gewählt und hatte dieses Amt bis zum 29. Mai 1859 inne.
Papst Pius IX. ernannte ihn am 5. Februar 1862 zum Konsultor des Heiligen Offiziums und erhob ihn am 25. September desselben Jahres zum Titularerzbischof von Karthago. Die Bischofsweihe spendete ihm am 5. Oktober 1862 in Rom der Kardinalbischof von Porto e Santa Rufina, Costantino Patrizi Naro; Mitkonsekratoren waren die Erzbischöfe Pietro de Villanova Castellacci und Alessandro Franchi, Sekretär der Kongregation für außerordentliche kirchliche Angelegenheiten. Salvatore da Ozieri wurde im Zuge der Konkordatsverhandlungen zwischen dem Heiligen Stuhl und dem Königreich Portugal zum Apostolischen Kommissar für Westindien ernannt.